# Bonusløn
Bonusløn er et produktivitetsfremmende lønsystem der er baseret på at jo mere den ansatte laver, jo højere er lønnen.
Med bonusløn fastsættes normalt en standard for en normalløn, og medarbejdere der enten præsterer mere end standarden eller præsterer standarden på kortere tid bliver præmieret med et løntillæg. Visse steder kaldes bonustillægget nedsættende et fedterøvstillæg, fordi man fornemmer at løntillægget ofte viser hvor god medarbejderen er til at charme sig ind hos arbejdslederen snarere end hvor effektivt vedkommende arbejder.
En anden faktor til opregning af bonus kan være overholdelse af tidsfrister, antal fejlfri produkter eller antallet af korrekte diagnosticeringer.